# Pacujá
Pacujá is een gemeente in de Braziliaanse deelstaat Ceará. De gemeente telt 6.233 inwoners (schatting 2009).
De gemeente grenst aan Mucambo, Graça, Reriutaba en Cariré.